# B (SAB)
B är ett signum i SAB. 

## B Allmänt och blandat
- Ba Allmänna encyklopedier
- Bb Allmänna samlingsverk
  - BdaTidskrifter och serier: kultur, litteratur, politik
  - Bbh Citatsamlingar
- Bd Allmänna tidskrifter och allmänna serier
- Be Allmän idé- och lärdomshistoria
- Bf Allmän vetenskaplig och kulturell verksamhet
  - Bfa Allmän vetenskaplig verksamhet
    - Bfaj Stiftelser och fonder

  - Bfk Allmän kulturell verksamhet
- Bg Allmänna museer
  - Bga Museiteknik
  - Bgk Kulturminnesvård
- Bh Allmänna utställningar
- Bi Förenings- och mötesteknik
- Bk Allmänna sällskap och föreningar
- Bl Omstridda fenomen och företeelser
  - Blb Ockultism, Magi, Andar, Spöken
  - Blc Spådomskonst, Astrologi, Drömböcker
  - Bld Frenologi
  - Blf Kryptozoologi
  - Blg UFO
- Br Kommunikation, cybernetik och informationsteori
  - Bra Kommunikation. Semiotik
  - Brb Cybernetik
- Bs Masskommunikationer: allmänt
- Bt Publicistik
- Bu Radio och television
  - Bua Radio
  - Bub Television
- Bv Informationsteknik (IT)